# Holoparasita
Em botânica, Holoparasita trata-se de um parasita vegetal que retira todos os nutrientes de que necessita de uma planta hospedeira. Plantas com essa classificação não realizam fotossíntese, pois não possuem clorofila e, portanto, apresentam estruturas que penetram no floema da planta parasitada de onde retiram a seiva elaborada (ou orgânica).
Um exemplo, muito comum desse tipo de vegetal é o cipó-chumbo(Cuscuta racemosa).